# Apotome
In der Theorie der Mehrstimmigkeit zum Beispiel bei Guido von Arezzo (11. Jahrhundert) in der pythagoreischen Stimmung  wird ein Ganztonintervall aus zwei Halbtönen zusammengesetzt: dem „Limma“ und der „Apotome“.
Apotome (altgriechisch ἀποτομή ‚Abschnitt, Segment‘) bezeichnet in der Musik seit der griechischen Antike den pythagoreischen chromatischen Halbton.

Apotome (hell orange) und Limma

Der pythagoreische diatonische Halbton ist das
- Limma = Quarte – 2 Ganztöne mit dem Frequenzverhältnis {\displaystyle {\frac {256}{243}}\,\,{\widehat {\approx }}\,\,90{,}22} Cent.

Der pythagoreische chromatische Halbton ist die
- Apotome = Ganzton – Limma.

Ihr Frequenzverhältnis berechnet sich zu {\displaystyle {\frac {9}{8}}:{\frac {256}{243}}={\frac {2187}{2048}}\,\,{\widehat {\approx }}\,\,113{,}69} Cent.
Die Apotome (113,7 Cent) ist um ein pythagoreisches Komma (23,5 Cent) größer als das Limma (90,2 Cent).